# Now We Are Six (album)
| Recensione | Giudizio |
| ---------- | -------- |
| AllMusic   |          |

Now We Are Six è il sesto album degli Steeleye Span, pubblicato dalla Chrysalis Records nel 1974.
Il disco fu registrato dal dicembre 1973 al gennaio 1974 al Morgan Studios di Londra (Inghilterra). Le varie versioni, a seconda della casa discografica che lo ha pubblicato e della nazione in cui uscì, presentano un ordine dei brani diverso: quello riportato sotto è riferito al vinile originale per il mercato del Regno Unito. A partire da questo album, come suggerisce il titolo, il gruppo è formato da sei componenti, in seguito all'arrivo del batterista Nigel Pegrum.

## Tracce
Lato A
1. Seven Hundred Elves – 5:11 (Testo tradizionale, musica di Johnson, Prior, Pegrum, Knight, Kemp, Hart)
2. Drink Down the Moon – 6:21 (Brano tradizionale, arrangiamento Steeleye Span)
3. Now We Are Six – 2:17 (Testo tradizionale, musica di Johnson, Prior, Pegrum, Knight, Kemp, Hart)
4. Thomas the Rhymer – 3:15 (Testo tradizionale, musica di Johnson, Prior, Pegrum, Knight, Kemp, Hart)

Lato B
1. The Mooncoin Jig – 3:50 (Brano tradizionale, arrangiamento Steeleye Span)
2. Edwin – 4:40 (Brano tradizionale, arrangiamento Steeleye Span)
3. Long-A-Growing – 4:02 (Brano tradizionale, arrangiamento Steeleye Span)
4. Two Magicians – 4:23 (Brano tradizionale, arrangiamento Steeleye Span)
5. Twinkle Twinkle Little Star – 1:32 (Brano tradizionale, arrangiamento Steeleye Span)
6. To Know Him Is to Love Him – 2:40 (Brano tradizionale, arrangiamento Steeleye Span)

## Musicisti
"Seven Hundred Elves"
- Tim Hart - voce, dulcimer
- Maddy Prior - voce
- Robert Johnson - chitarra elettrica, sintetizzatore, voce
- Peter Knight - voce, violino
- Rick Kemp - basso
- Nigel Pegrum - batteria, sintetizzatore

"Drink Down the Moon"
- Tim Hart - voce
- Peter Knight - mandolino
- Robert Johnson - chitarra elettrica
- Tim Hart - voce
- Rick Kemp - basso
- Nigel Pegrum - batteria, oboe

"Now We Are Six"
- Miss Knight - pianoforte (accompagnamento)
- "St. Eleye Primary School Junior Choir" - accompagnamento vocale, coro

"Thomas the Rhymer"
- Tim Hart - chitarra acustica, voce
- Maddy Prior - voce
- Peter Knight - violino, voce
- Robert Johnson - chitarra elettrica
- Rick Kemp - basso, voce
- Nigel Pegrum - batteria, recorder

"The Mooncoin Jig"
- Tim Hart - chitarra elettrica
- Robert Johnson - chitarra elettrica
- Peter Knight - mandolino, banjo tenore
- Rick Kemp - basso
- Nigel Pegrum - batteria, tamburello

"Edwin"
- Tim Hart - banjo
- Robert Johnson - chitarra elettrica
- Peter Knight - violino
- Maddy Prior - voce
- Rick Kemp - basso, chitarra acustica, voce
- Nigel Pegrum - batteria, flauto, oboe

"Long-A-Growing"
- Tim Hart - chitarra acustica
- Peter Knight - violino, chitarra acustica, pianoforte
- Robert Johnson - chitarra elettrica
- Maddy Prior - voce
- Rick Kemp - basso, chitarra acustica
- Nigel Pegrum - batteria

"Two Magicians"
- Tim Hart - voce
- Peter Knight - voce, violino
- Robert Johnson - chitarra elettrica
- Maddy Prior - voce
- Rick Kemp - basso, chitarra acustica
- Nigel Pegrum - batteria

"Twinkle Twinkle Little Star"
- "St. Eleye Primary School Junior Choir" - accompagnamento vocale, coro

"To Know Him Is to Love Him"
- Tim Hart - voce
- Maddy Prior - voce
- Peter Knight - voce
- Robert Johnson - chitarra elettrica, voce
- David Bowie - sassofono alto
- Rick Kemp - basso, voce
- Nigel Pegrum - batteria